# Мустафа аль-Бассас
Мустафа аль-Бассас (араб. مصطفى البصاص; нар. 2 червня 1993) — саудівський футболіст, нападник клубу «Аль-Аглі».
Виступав, зокрема, за клуб «Аль-Аглі», а також національну збірну Саудівської Аравії.

## Клубна кар'єра
У дорослому футболі дебютував 2012 року виступами за команду клубу «Аль-Аглі», кольори якої захищає й донині.

## Виступи за збірні
У 2011 році залучався до складу молодіжної збірної Саудівської Аравії.
У 2013 році дебютував в офіційних матчах у складі національної збірної Саудівської Аравії.
У складі збірної був учасником кубка Азії з футболу 2015 року в Австралії.

## Титули і досягнення
- Чемпіон Саудівської Аравії (1):

«Аль-Аглі»: 2015-16
- Володар Кубка наслідного принца Саудівської Аравії (1):

«Аль-Аглі»: 2014-15
- Володар Суперкубка Саудівської Аравії (1):

«Аль-Аглі»: 2016
- Володар Кубка Саудівської Федерації (1):

«Аль-Аглі»: 2012-13
- Володар Королівського кубка Саудівської Аравії (2):

«Аль-Аглі»: 2015-16
«Аль-Фейсали»: 2020-21